# Sân bay Oshima
Sân bay Oshima là một sân bay ở Izu Ōshima, Tokyo, Nhật Bản (IATA: OIM, ICAO: RJTO). Sân bay này có một đường băng dài 1800 m bề mặt nhựa đường.

## Các hãng hàng không và các tuyến điểm
Hiện có các hãng hàng không sau đang hoạt động tại sân bay này:
- All Nippon Airways (Hachijo Jima, Ota Tokyo-Haneda)